# Зовні-описаний чотирикутник

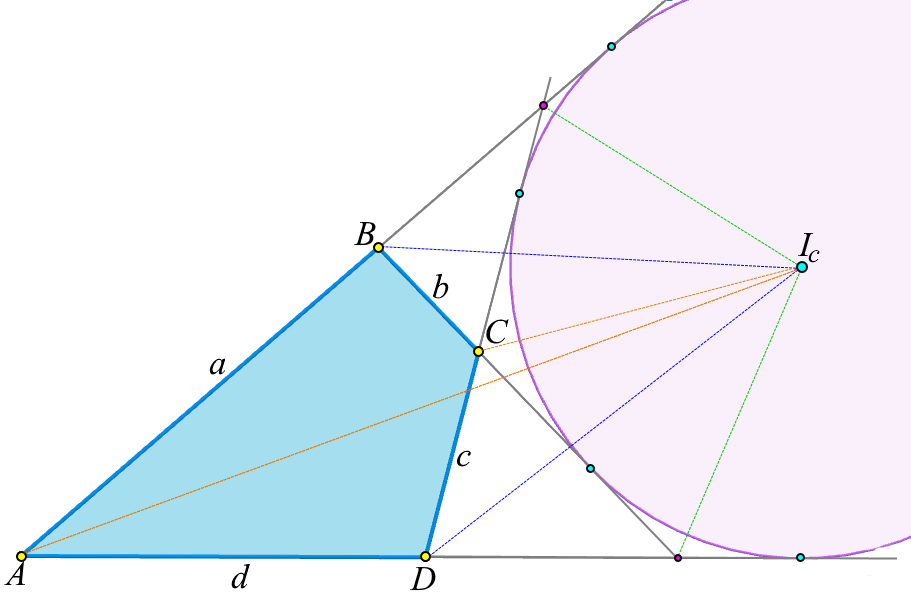
Зовні-описаний чотирикутник ABCD
Зовні-вписане коло чотирикутника ABCD

В Евклідовій геометрії зовні-описаний чотирикутник — опуклий чотирикутник, у якого продовження всіх чотирьох сторін є дотичними до кола поза чотирикутником. Через що також має назву зовні-дотичний чотирикутник.:cтор.44;
Коло, яке торкається продовжень сторін чотирикутника, називається зовні-вписаним колом (англ. exscribed circle або скорочено excircle). Його центр Ic лежить на перетині шести бісектрис кутів чотирикутника, а саме: двох бісектрис протилежних внутрішніх кутів (при вершинах А та С на мал.), двох бісектрис зовнішніх кутів при двох інших вершинах чотирикутника (при вершинах В та D на мал.), та двох бісектрис кутів, утворених при перетині прямих, що містять протилежні сторони чотирикутника.:cтор.64
Проте чотирикутник має інші вписані ззовні кола (англ. escribed circle), що торкаються ззовні до сторони чотирикутника та продовжень двох суміжних його сторін (ці кола не слід плутати з зовні-вписаним колом чотирикутника). Так, всі опуклі чотирикутники мають чотири вписаних ззовні кола, водночас вони можуть мати щонайбільше одне зовні-вписане коло.:cтор.71
В трикутнику ці два кола тотожні, та мають назву зовнівписане коло трикутника.

## Особливі випадки

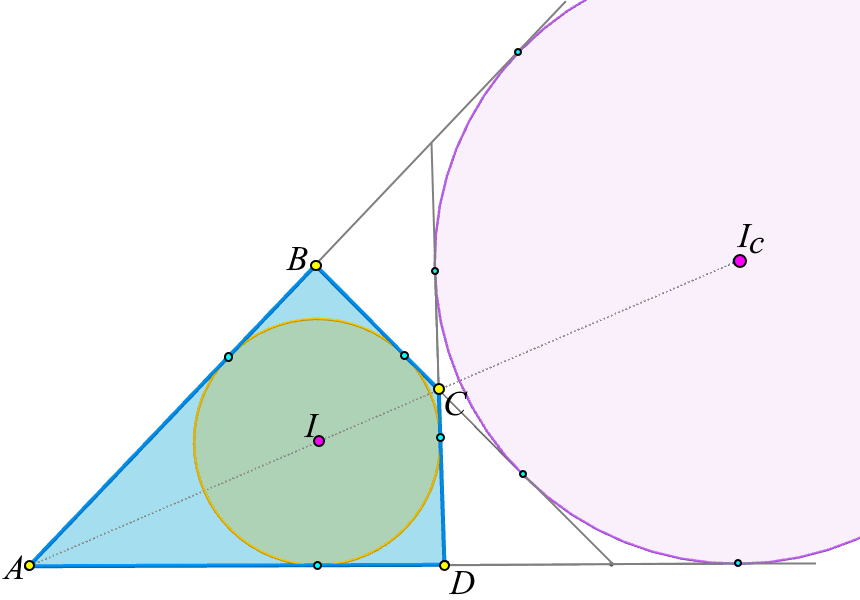
Дельтоїд є одночасно зовні-описаним та описаним чотирикутником

Всі дельтоїди є зовні описаними чотирикутниками. І одночасно в кожен дельтоїд можна вписати коло.
Паралелограми (до яких належать квадрати, ромби та прямокутники) можна вважати зовні-описаними чотирикутниками з нескінченним радіусом зовні-вписаного кола, так як вони мають властивості зовні-описаних чотирикутників, які описано нижче, але зовні-вписане коло не може бути дотичним до обох пар продовжень протилежних сторін (оскільки вони паралельні).:cтор.76
Опуклі чотирикутники, довжини сторін яких утворюють арифметичну прогресію, завжди є зовні описаними чотирикутниками, оскільки вони задовольняють умовам для довжин суміжних сторін, що наведені нижче.

## Умови, за яких чотирикутник є зовні-описаним
У цьому розділі наведено необхідні та достатні умови, щоб чотирикутник був зовні-описаним.
- Опуклий чотирикутник є зовні-описаним тоді й лише тоді, коли шість бісектрис кутів чотирикутника є конкурентними, тобто, перетинаються в одній точці.

А саме: дві бісектриси протилежних внутрішніх кутів, дві бісектриси зовнішніх кутів при двох інших вершинах чотирикутника та дві бісектриси кутів, утворених при перетині прямих, що містять протилежні сторони чотирикутника.
Ця спільна точка є центром зовні-вписаного в чотирикутник кола.
- Теорема Штейнера. Опуклий чотирикутник з послідовними сторонами AB = a, BC = b, CD = c, AD = d є зовні-описаним тоді й лише тоді, коли сума двох сусідніх сторін дорівнює сумі двох інших сторін. Це було доведено Якобом Штейнером в 1846 році.[4]

При цьому можливі два випадки:

| {\displaystyle a+b=c+d}, | \| \| \| \| \| \| \| \| | (1) |
|                          |                         |     |
|                          |                         |     |
або

| {\displaystyle a+d=b+c.} | \| \| \| \| \| \| \| \| | (2) |
|                          |                         |     |
|                          |                         |     |
У першому випадку зовні-вписане коло знаходиться з боку більшого з кутів при вершинах A або C (за межами чотирикутника), а в другому випадку воно знаходиться з боку більшого з кутів при вершинах B або D.
Поєднуючи рівності (1) та (2), отримаємо умову, що чотирикутник є зовні-описаним тоді й лише тоді, коли абсолютне значення різниць довжин його протилежних сторін є рівними для двох пар протилежних сторін,:cтор.64
{\displaystyle |a-c|=|b-d|.}
Ці рівності тісно пов'язані з теоремою Піто для описаного чотирикутника, яка стверджує, що в описаному чотирикутнику суми протилежних сторін рівні.
- Теорема Уркхарта

Якщо в опуклому чотирикутнику ABCD протилежні сторони перетинаються в точках E і F, то,{\displaystyle |AB|+|BC|=|AD|+|DC|\quad \Leftrightarrow \quad |AE|+|EC|=|AF|+|FC|.}
Висновок зліва направо названо на честь Л. М. Уркхарта (1902—1966), хоча він був доведений задовго до цього Аугустусом Де Морганом у 1841 році.
Даніель Педо назвав цю теорему найелементарнішою теоремою в евклідовій геометрії, оскільки вона стосується лише прямих ліній і відстаней.:cтор.167
Еквівалентність була доведена Моваффаком Хаджа (Mowaffaq Hajja), що робить рівність праворуч ще однією необхідною та достатньою умовою для того, щоб чотирикутник був зовні-описаним.

## Порівняння властивостей зовні-описаного чотирикутника з описаним чотирикутником
Зовні-описаний чотирикутник тісно пов'язаний з описаним чотирикутником, у якого всі сторони дотичні до кола (всередині чотирикутника).
Кілька метричних характеристик описаних чотирикутників (лівий стовпчик у таблиці) мають схожі аналоги для зовні-описаних чотирикутників (середній і правий стовпчики в таблиці). Таким чином, опуклий чотирикутник має вписане коло або зовні-вписане коло поза відповідною вершиною чотирикутника тоді і тільки тоді, коли виконується будь-яка з п'яти необхідних і достатніх умов, наведених нижче.
| Вписане коло | Зовні-вписане коло поза вершинами A обо C                                                                       | Зовні-вписане коло поза вершинами B або D                                                                       |
| --- | --- | --- |
| {\displaystyle R_{1}+R_{3}=R_{2}+R_{4}}                                                                         | {\displaystyle R_{1}+R_{2}=R_{3}+R_{4}}                                                                         | {\displaystyle R_{1}+R_{4}=R_{2}+R_{3}}                                                                         |
| {\displaystyle a\cdot p_{2}\cdot q_{2}+c\cdot p_{1}\cdot q_{1}=b\cdot p_{1}\cdot q_{2}+d\cdot q_{1}\cdot p_{2}} | {\displaystyle a\cdot p_{2}\cdot q_{2}+b\cdot p_{1}\cdot q_{2}=c\cdot p_{1}\cdot q_{1}+d\cdot q_{1}\cdot p_{2}} | {\displaystyle a\cdot p_{2}\cdot q_{2}+d\cdot q_{1}\cdot p_{2}=b\cdot p_{1}\cdot q_{2}+c\cdot p_{1}\cdot q_{1}} |
| {\displaystyle {\frac {1}{h_{1}}}+{\frac {1}{h_{3}}}={\frac {1}{h_{2}}}+{\frac {1}{h_{4}}}}                     | {\displaystyle {\frac {1}{h_{1}}}+{\frac {1}{h_{2}}}={\frac {1}{h_{3}}}+{\frac {1}{h_{4}}}}                     | {\displaystyle {\frac {1}{h_{1}}}+{\frac {1}{h_{4}}}={\frac {1}{h_{2}}}+{\frac {1}{h_{3}}}}                     |
| {\displaystyle \tan {\frac {x}{2}}\cdot \tan {\frac {z}{2}}=\tan {\frac {y}{2}}\cdot \tan {\frac {w}{2}}}       | {\displaystyle \tan {\frac {x}{2}}\cdot \tan {\frac {w}{2}}=\tan {\frac {y}{2}}\cdot \tan {\frac {z}{2}}}       | {\displaystyle \tan {\frac {x}{2}}\cdot \tan {\frac {y}{2}}=\tan {\frac {z}{2}}\cdot \tan {\frac {w}{2}}}       |
| {\displaystyle r_{1}\cdot r_{3}=r_{2}\cdot r_{4}}                                                               | {\displaystyle r_{1}\cdot r_{2}=r_{3}\cdot r_{4}}                                                               | {\displaystyle r_{1}\cdot r_{4}=r_{2}\cdot r_{3}}                                                               |

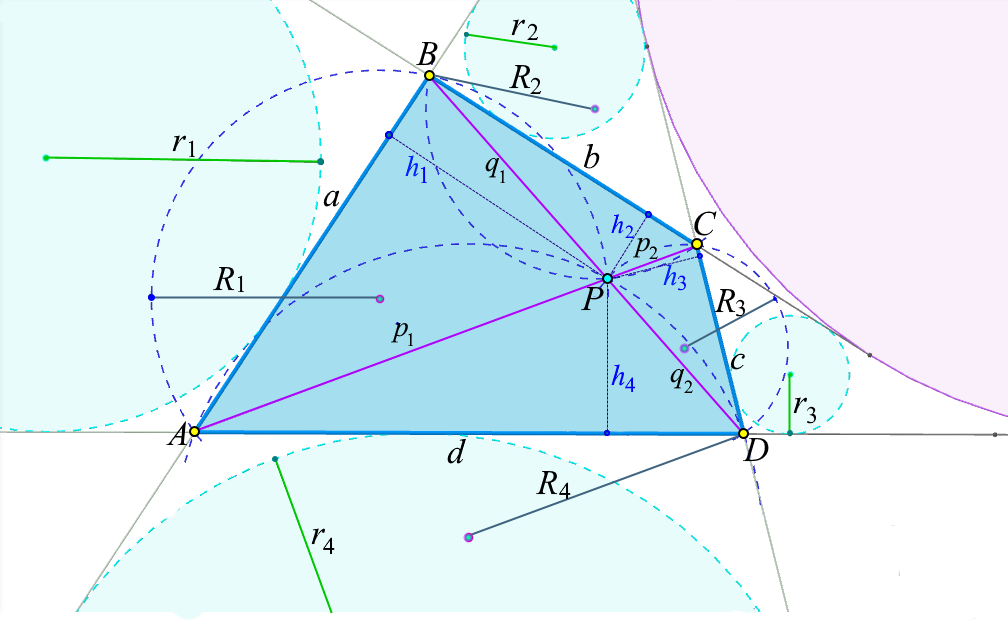
Елементи зовні-описаного чотирикутника

В наведених рівностях: Точка P — точка перетину діагоналей чотирикутника ABCD.
- R1, R2, R3,R4 — радіуси кіл, описаних навколо трикутників △ABP, △BCP, △CDP, △DAP;
- h1, h2, h3, h4 — висоти цих трикутників, тобто відстані від точки P до сторін a = AB, b = BC, c = CD, d = DA відповідно;
- p1, p2, та q1, q2, — відстані до точки P від вершин A, С та B, D відповідно;
- x, y, z, w — кути ∠ABD, ∠ADB, ∠BDC, ∠DBC відповідно;
- r1, r2, r3, r4 — радіуси кіл, вписаних ззовні в чотирикутник, які дотикаються ззовні до сторін a, b, c, d відповідно та продовжень двох суміжних сторін чотирикутника.

Пряма Ньютона
Нехай чотирикутник ABCD є описаним, або зовні-описаним. Якщо точки M та N — середини його діагоналей, а точка О — центр вписаного кола (або зовні-вписаного), то точки M, N, O — колінеарні, тобто лежать на одній прямій.:cтор.2 Лемма3

## Формули

### Площа
Площу зовні-описаного чотирикутника ABCD зі сторонами a, b, c, d можна знайти за формулою:
{\displaystyle \displaystyle S={\sqrt {abcd}}\sin {\frac {B+D}{2}}.}
Ця формула ідентична до формули площі описаного чотирикутника, і таким же чином виводиться з формули Бретшнайдера.

### Радіус зовні-вписаного кола
Радіус зовні-вписаного кола чотирикутника ABCD зі сторонами a, b, c, d можна знайти за формулою: .:cтор.76
{\displaystyle r={\frac {S}{|a-c|}}={\frac {S}{|b-d|}}}
де S площа зовні-описаного чотирикутника.
Для зовні-описаного чотирикутника радіус зовні-вписаного кола максимальний, якщо чотирикутник є також і вписаним, тобто для зовні-біцентричного чотирикутника.
Також ці формули показують, що паралелограми (також і ромби, квадрати та прямокутники) мають нескінченний радіус зовні-вписаного кола, позаяк їх протилежні сторони рівні.

## Зовні-біцентричний чотирикутник

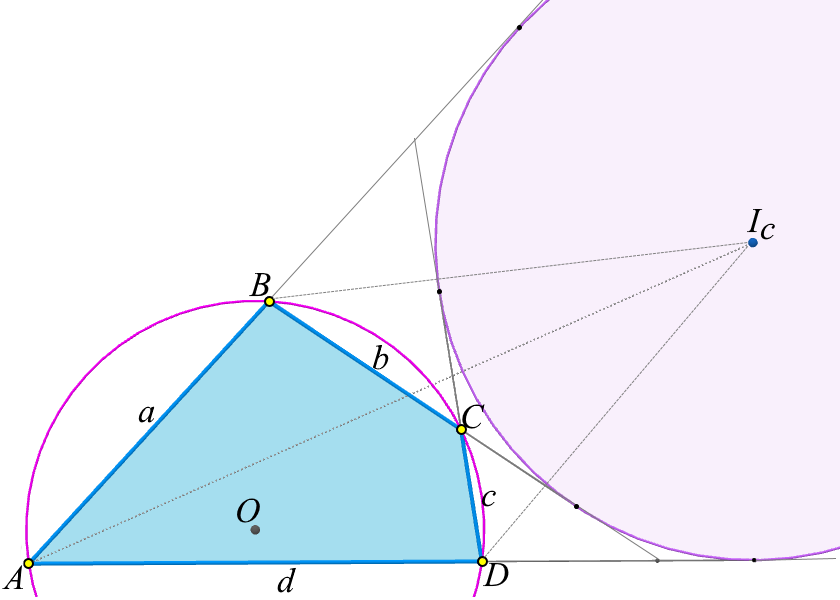
Зовні-описаний чотирикутник, який також є вписаним в коло.

Якщо зовні-описаний чотирикутник є одночасно і вписаним, тобто має описане коло, то він називається зовні-біцентричним чотирикутником.
Позаяк в цього чотирикутника сума протилежних кутів дорівнює 180°, то: {\displaystyle \sin {\frac {B+D}{2}}=\sin 90^{\circ }=1.}
А отже, його площу можна знайти за формулою:
{\displaystyle \displaystyle S={\sqrt {abcd}}}
Ця формула така ж як і для біцентричного чотирикутника.
Якщо x — відстань між центром описаного кола O та центром зовні-вписаного кола Ic , то
{\displaystyle {\frac {1}{(R-x)^{2}}}+{\frac {1}{(R+x)^{2}}}={\frac {1}{r^{2}}},}
де R — радіус описаного кола, а r — радіус зовні-вписаного кола.
Це те ж сама рівність, що і в теоремі Фусса для біцентричного чотирикутника. Однак, вирішуючи квадратне рівняння відносно х, потрібно обирати інший корінь, ніж той, що обирається для біцентричного чотирикутника. Таким чином, для зовні-описаного чотирикутника:
{\displaystyle x={\sqrt {R^{2}+r^{2}+r{\sqrt {4R^{2}+r^{2}}}}}.}
З цієї формули випливає, що
{\displaystyle \displaystyle x>R+r,}
це означає, що описане коло і зовні-вписане коло ніколи не можуть перетнутися.